# Gribiche
Gribiche is een Franse dramafilm uit 1926 onder regie van Jacques Feyder.

## Verhaal
Gribiche is een arm jongetje dat wordt geadopteerd door een rijke dame uit Amerika. Hoewel zijn levensomstandigheden aanzienlijk verbeterd zijn, mist de jongen al spoedig zijn nederige bestaan. Hij slaat op de vlucht.

## Rolverdeling
| Acteur               | Personage        |
| -------------------- | ---------------- |
| Jean Forest          | Antoine Belot    |
| Rolla Norman         | Phillippe Gavary |
| Françoise Rosay      | Edith Maranet    |
| Cécile Guyon         | Anna Belot       |
| Alice Tissot         | Lerares          |
| Charles Barrois      | Marcelin         |
| Victor Vina          | Dronkaard        |
| Andrée Canti         | Gouvernante      |
| Hubert Daix          | Mijnheer Veudrot |
| Sylviane de Castillo | Mondaine dame    |